# Aigle couronné
Stephanoaetus coronatus
Espèce
Statut de conservation UICN

 NT  : Quasi menacé
Statut CITES
Répartition géographique
L'Aigle couronné (Stephanoaetus coronatus) est l'unique espèce d'aigles encore vivante du genre Stephanoaetus. Il était classé précédemment dans le genre Spizaetus.
Une deuxième espèce, Stephanoaetus mahery s'est éteinte après que les humains se soient établis sur l'île de Madagascar.

## Description et éléments d'écologie

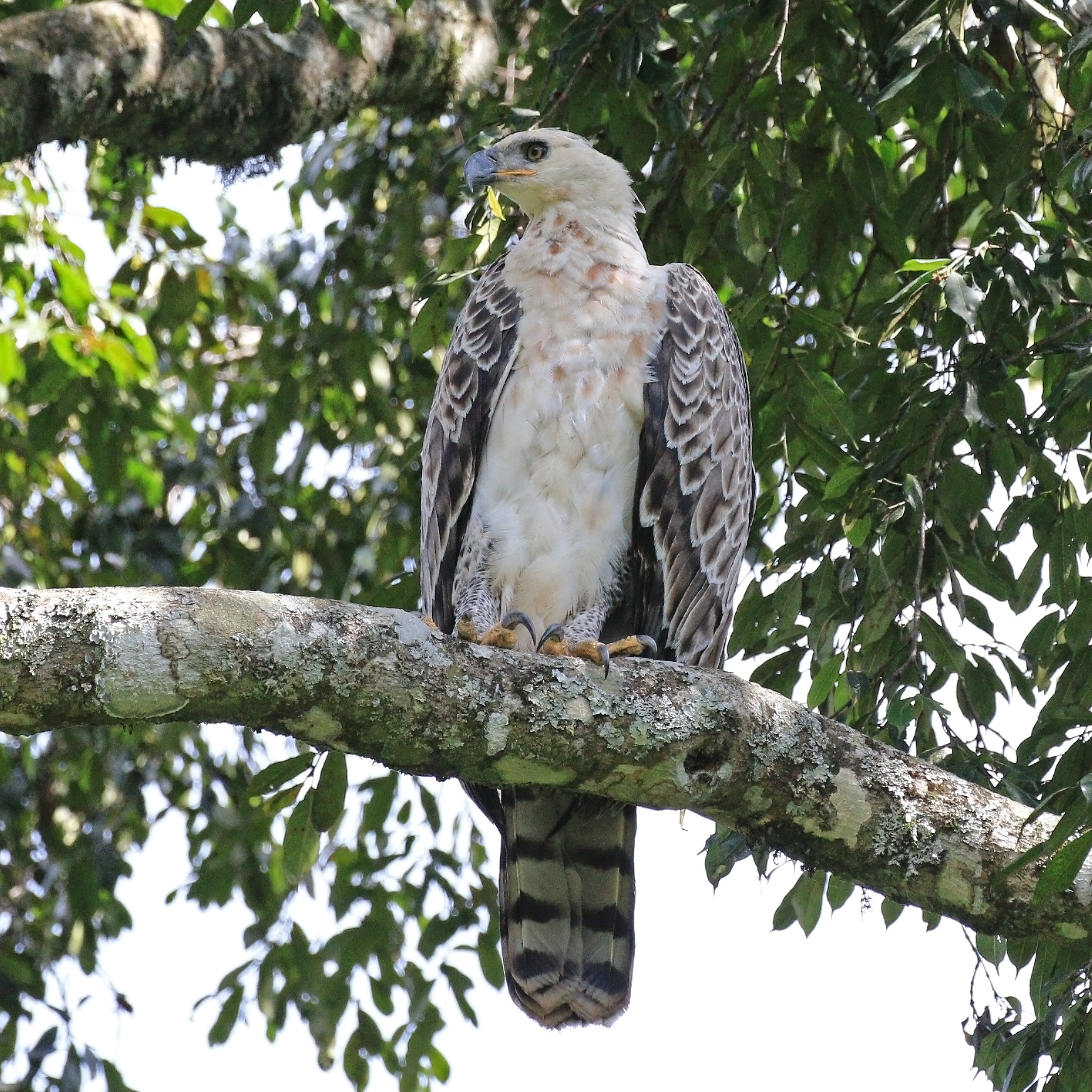
Jeune aigle couronné.

C’est un grand aigle à la puissante stature et au bec fort. Ce bec est noir, et la commissure des lèvres, les pattes et l’iris sont jaunes. Les joues, la nuque et les côtés du cou sont brun ombré, et le reste du dessus d’un bleu sombre à noir. La plupart des plumes sont bicolores, avec une couleur claire de fond et des motifs plus foncés, ou inversement. Les teintes majoritaires varient du blanc cassé au brun foncé en passant par le roux. La queue est noire avec deux larges bandes brun-cendré. La gorge est brune striée de noir. Les jeunes ont tout le dessous et la tête blancs. Les cuisses et les pattes sont tachetées de noir. Le dessus est brun pâle avec le milieu des plumes plus sombres, bordé de blanc. Généralement, 2 œufs blanc uni sont pondus (+/- 6,6 x 5,3 cm). Cette espèce est bruyante, et émet des kewee-kewee-kewee stridents, et rapides notamment les mâles, alors que les femelles émettent des kooee-kooee-kooee plus doux. 

## Répartition géographique et habitat
Endémique du continent africain, il a une aire de distribution assez morcelée au sud du Sahara. Cette dernière s'étend de la Casamance jusqu'au Kenya en passant par la Guinée, la Côte d'Ivoire, le Ghana, le Togo, le sud du Nigeria, le Cameroun, le Gabon, le Congo et l’ancien Zaïre. De là, elle oblique vers le sud jusqu’à couvrir la côte est de l'Afrique du Sud et le Swaziland. Il habite typiquement les forêts et les zones boisées denses mais on les trouve également dans les lambeaux de forêt résiduelle, et les forêts isolées. Ce rapace est présent depuis le niveau de la mer jusqu'à 3000 mètres d'altitude au moins.

## Conservation
L'UICN considère cette espèce (le statut a été mis à jour il y a peu de temps) comme presque menacée (NT).